# 渡来れい子
渡来 れい子（わたらい れいこ、1948年 - ）は、日本の栄養学者。東京家政学院大学助手。

## 経歴
- 1971年 東京家政学院大学家政学部卒
- 1980年 東京家政学院大学家政学部実験助手
- 1981年 東京家政学院大学家政学部助手

## 学位
東京家政学院大学学士（家政学）（1971）

## 国家資格
中学校教諭1級普通、高等学校教諭2級普通（教科家庭，保健）（1971)

## 専門分野
- 栄養学

## 主な研究課題
- 水溶性ビタミンとホモシステインとの関係
- 女子大生の栄養摂取量について

## 主な論文
- 『若年女性の尿中ホモシステイン排泄量に及ぼす葉酸摂取の影響』（共著，『東京家政学院大学紀要』第43号，2003）
- 『1人暮らし女子大生の栄養摂取状況一家族と同居との比較－』（共著，『東京家政学院大学紀要』第42号，2002）
- 『中高年者への葉酸投与が尿中ホモシステイン排泄に及ぼす影響』（共著，『常盤短期大学研究紀要』第31号，2002）

## 参考資料
- 東京家政学院大学ホームページ